# مورگان میسون
مورگان میسون (انگلیسی: Morgan Mason؛ زادهٔ ۲۶ ژوئن ۱۹۵۵) سیاستمدار، تهیه‌کننده فیلم، هنرپیشه اهل ایالات متحده آمریکا است. او با بلیندا کارلایل خواننده آمریکایی ازدواج کرده‌است.